# Plethodon vehiculum
Espèce
Synonymes
- Ambystoma vehiculum Cooper, 1860
- Plethodon intermedius Baird in Cope, 1868 "1867"

Statut de conservation UICN

 LC  : Préoccupation mineure
Plethodon vehiculum est une espèce d'urodèles de la famille des Plethodontidae. En français elle est nommée  Salamandre à dos rayé.

## Répartition
Cette espèce se rencontre entre le niveau de la mer et 1 250 m d'altitude sur le versant Ouest de la chaîne des Cascades dans l'ouest de l'Oregon et dans l'Ouest de l'État de Washington aux États-Unis et dans le sud-ouest de la Colombie-Britannique au Canada et sur l'île de Vancouver.
Cette espèce est commune.

## Publication originale
- Cooper, 1860 : Report upon the reptiles collected on the survey, Explorations and Surveys for a Railroad from the Mississippi River to the Pacific Ocean. vol. 12, Reptile and Amphibian Sections, book II, Part 3, no 4, Washington, D.C., p. 292-306 (texte intégral).